# ファイブフォース分析
ポーターのファイブフォース分析（ファイブフォースぶんせき、英語: Porter's Five Forces Framework、5F）とは、マイケル・ポーターが提唱した、業界における競争状態を明らかにするための手法である。

## 概要
ポーターの著書『競争の戦略』で広く学会やビジネス界に知れ渡った。 
「売り手の交渉力」「買い手の交渉力」「競争企業間の敵対関係」という3つの内的要因と、「新規参入業者の脅威」「代替製品・サービスの脅威」の2つの外的要因、計5つの要因から業界全体の魅力度を測る。
業界の競争状態を明らかにすることにより、業界における競争圧力の具体的な源泉や、自社の業界内の立ち位置を知ることができるようになり、競争戦略を立案する際の基礎を得ることができる。さらに、業界の平均的なパフォーマンスのレベルを予測するためにも用いられている。
しかし、分析を行う際は、体系的なやり方は存在せず、どうしても主観的判断に頼らざるを得ない。

## ファイブ・フォースの主な要素

### 買い手の交渉力（バーゲニング・パワー）
- 買い手の集中比率
- 交渉手段
- 買い手のボリューム
- 買い手の相対的な切替コスト
- 買い手の情報力
- 後方統合能力
- 既存代替品の有効性
- 買い手の価格感応度
- 総合購買価格

### 売り手の交渉力（バーゲニング・パワー）
- 供給企業の相対的な切替コスト
- 供給品の差別化の程度
- 代替供給品の存在
- 供給企業の集中比率
- 供給企業の前方統合の相対的脅威
- 販売価格に対する供給価格
- 供給企業におけるボリュームの重要性

### 新規参入業者の脅威
- 参入障壁の存在
- 製品差別化の価値
- ブランド・エクイティ
- 切替コスト
- 必要資本（サンクコスト）
- 流通経路
- 絶対的コスト優位性
- 学習の優位性
- 既存業者からの報復
- 行政の方針

### 代替製品・サービスの脅威
- 代替品への買い手の性向
- 代替品の相対的プライス・パフォーマンス
- 買い手の切替コスト
- 製品の差別化への認知度

### 競争企業間の敵対関係
- 競争企業の数
- 業界の成長力
- 一時的な業界の過剰生産力
- 撤退障壁
- 競争企業の多様性
- 情報の複雑性および非対称性
- ブランド・エクイティ
- 付加価値あたりの固定費用
- 広報費用